# Olufemi Terry
Olufemi Terry är en skribent och journalist från Sierra Leone. 2010 vann han Caine Prize for African Writing för sin novell "Stickfighting Days".

## Uppväxt och karriär
Terry föddes i Sierra Leone men växte upp i Nigeria, England och Elfenbenskusten. Universitetsstudierna bedrevs i New York, USA innan han blev journalist i både Somalia och Uganda. Nu bor han i Kapstaden, Sydafrika.